# Duško Gačić
Duško Gačić (Zagreb, 1958), crtač.
Diplomirao 1981. na Zagrebačkoj Akademiji likovnih umjetnosti. Uz povremeno sudjelovanje na izložbama sustavno se bavi crtanjem stripova (nekoliko puta je i nagrađivan), ilustriranjem te u zadnje vrijeme animacijom. Autor je animiranog filma "Cvrčak". Ilustrirao je roman Duh u močvari Ante Gardaša  (u izdanju zagrebačkog "Znanja").